# Bend Me, Shape Me
"Bend Me, Shape Me" is een nummer van de Amerikaanse band The American Breed. Het verscheen op hun gelijknamige album uit 1968. In december 1967 werd het uitgebracht als de eerste single van dat album.

## Achtergrond
"Bend Me, Shape Me" is geschreven door Scott English en Larry Weiss en geproduceerd door Bill Traut. Het werd voor het eerst opgenomen door de Amerikaanse band The Outsiders. Deze versie werd in januari 1967 uitgebracht als de derde track op hun album In. Later dat jaar nam The American Breed de bekendste versie van het nummer op. Hun uitvoering werd een wereldwijde hit. In de Amerikaanse Billboard Hot 100 piekte het nummer op de vijfde plaats, terwijl het in het Verenigd Koninkrijk plaats 24 in de UK Singles Chart behaalde. In Nederland kwam de single tot de zesde plaats in de Top 40 en de achtste plaats in de Parool Top 20, terwijl in Vlaanderen de twaalfde plaats in een voorloper van de Ultratop 50 werd gehaald.

### Coverversies
"Bend Me, Shape Me" is door nog een aantal andere artiesten gecoverd. The Models was in 1966 de eerste andere groep die het opnam. Amen Corner behaalde in 1968 de derde plaats in de UK Singles Chart; de tekst van hun versie was op een aantal plaatsen aangepast. Een discoversie van de hand van Gilla werd in 1978 een hit in het Nederlandse taalgebied; het kwam tot de elfde plaats in de Top 40, de twaalfde plaats in de Nationale Hitparade en de achtste plaats in een voorloper van de Vlaamse Ultratop 50. 
In 1989 brachten de Belgische artiesten Luc Steeno en Sandra Kim een Nederlandstalige versie van het nummer uit onder de titel "Bel me, schrijf me".

## Hitnoteringen

### The American Breed

#### Nederlandse Top 40
| Hitnotering: 27-01-1968 t/m 30-03-1968 | Hitnotering: 27-01-1968 t/m 30-03-1968 | Hitnotering: 27-01-1968 t/m 30-03-1968 | Hitnotering: 27-01-1968 t/m 30-03-1968 | Hitnotering: 27-01-1968 t/m 30-03-1968 | Hitnotering: 27-01-1968 t/m 30-03-1968 | Hitnotering: 27-01-1968 t/m 30-03-1968 | Hitnotering: 27-01-1968 t/m 30-03-1968 | Hitnotering: 27-01-1968 t/m 30-03-1968 | Hitnotering: 27-01-1968 t/m 30-03-1968 | Hitnotering: 27-01-1968 t/m 30-03-1968 | Hitnotering: 27-01-1968 t/m 30-03-1968 |
| Week                                   | 1                                      | 2                                      | 3                                      | 4                                      | 5                                      | 6                                      | 7                                      | 8                                      | 9                                      | 10                                     |                                        |
| -------------------------------------- | -------------------------------------- | -------------------------------------- | -------------------------------------- | -------------------------------------- | -------------------------------------- | -------------------------------------- | -------------------------------------- | -------------------------------------- | -------------------------------------- | -------------------------------------- | -------------------------------------- |
| Nummer                                 | 38                                     | 27                                     | 17                                     | 8                                      | 6                                      | 8                                      | 10                                     | 13                                     | 17                                     | 32                                     | uit                                    |

#### Parool Top 20
| Hitnotering: 03-02-1968 t/m 23-03-1968 | Hitnotering: 03-02-1968 t/m 23-03-1968 | Hitnotering: 03-02-1968 t/m 23-03-1968 | Hitnotering: 03-02-1968 t/m 23-03-1968 | Hitnotering: 03-02-1968 t/m 23-03-1968 | Hitnotering: 03-02-1968 t/m 23-03-1968 | Hitnotering: 03-02-1968 t/m 23-03-1968 | Hitnotering: 03-02-1968 t/m 23-03-1968 | Hitnotering: 03-02-1968 t/m 23-03-1968 | Hitnotering: 03-02-1968 t/m 23-03-1968 |
| Week                                   | 1                                      | 2                                      | 3                                      | 4                                      | 5                                      | 6                                      | 7                                      | 8                                      |                                        |
| -------------------------------------- | -------------------------------------- | -------------------------------------- | -------------------------------------- | -------------------------------------- | -------------------------------------- | -------------------------------------- | -------------------------------------- | -------------------------------------- | -------------------------------------- |
| Nummer                                 | 18                                     | 12                                     | 10                                     | 10                                     | 9                                      | 8                                      | 10                                     | 19                                     | uit                                    |

#### NPO Radio 2 Top 2000
| Nummer met noteringen in de NPO Radio 2 Top 2000 | '99  | '00  | '01  |
| ------------------------------------------------ | ---- | ---- | ---- |
| Bend Me, Shape Me                                | 1904 | 1417 | 1527 |

1. ↑  Een vetgedrukt getal geeft de hoogste notering aan.
2. ↑  Deze tabel is bijgewerkt tot en met de laatste editie (2024).

### Gilla

#### Nederlandse Top 40
| Hitnotering: 06-05-1978 t/m 17-06-1978 | Hitnotering: 06-05-1978 t/m 17-06-1978 | Hitnotering: 06-05-1978 t/m 17-06-1978 | Hitnotering: 06-05-1978 t/m 17-06-1978 | Hitnotering: 06-05-1978 t/m 17-06-1978 | Hitnotering: 06-05-1978 t/m 17-06-1978 | Hitnotering: 06-05-1978 t/m 17-06-1978 | Hitnotering: 06-05-1978 t/m 17-06-1978 | Hitnotering: 06-05-1978 t/m 17-06-1978 |
| Week                                   | 1                                      | 2                                      | 3                                      | 4                                      | 5                                      | 6                                      | 7                                      |                                        |
| -------------------------------------- | -------------------------------------- | -------------------------------------- | -------------------------------------- | -------------------------------------- | -------------------------------------- | -------------------------------------- | -------------------------------------- | -------------------------------------- |
| Nummer                                 | 26                                     | 17                                     | 14                                     | 11                                     | 11                                     | 15                                     | 33                                     | uit                                    |

#### Nationale Hitparade
| Hitnotering: 20-05-1978 t/m 01-07-1978 | Hitnotering: 20-05-1978 t/m 01-07-1978 | Hitnotering: 20-05-1978 t/m 01-07-1978 | Hitnotering: 20-05-1978 t/m 01-07-1978 | Hitnotering: 20-05-1978 t/m 01-07-1978 | Hitnotering: 20-05-1978 t/m 01-07-1978 | Hitnotering: 20-05-1978 t/m 01-07-1978 | Hitnotering: 20-05-1978 t/m 01-07-1978 | Hitnotering: 20-05-1978 t/m 01-07-1978 |
| Week                                   | 1                                      | 2                                      | 3                                      | 4                                      | 5                                      | 6                                      | 7                                      |                                        |
| -------------------------------------- | -------------------------------------- | -------------------------------------- | -------------------------------------- | -------------------------------------- | -------------------------------------- | -------------------------------------- | -------------------------------------- | -------------------------------------- |
| Nummer                                 | 14                                     | 12                                     | 12                                     | 13                                     | 20                                     | 35                                     | 39                                     | uit                                    |